# Dexiographie
Als Dexiographie (von altgriechisch δεξιός dexiós „rechts“ und -graphie) bezeichnet man das Schreiben von links nach rechts.
In den meisten Sprachen im Europäischen Raum wird von links nach rechts geschrieben, während Arabisch und Hebräisch von rechts nach links geschrieben werden.
Am Computer kann die Schreibrichtung durch ein Unicode-Zeichen bestimmt werden.